# Hyun Woo-sung
Hyun Woo-sung (n. 16 de marzo de 1979) es un actor surcoreano.

## Filmografía

### Series de televisión
| Año  | Título                   | Personajes     | Cadena    |
| ---- | ------------------------ | -------------- | --------- |
| 2010 | Three Sisters            | Lee Min-Chul   | SBS       |
| 2011 | You Are So Pretty        | Byun Kang-Soo  | MBC       |
| 2011 | Heaven's Garden          | Shin Woo-Gyun  | Channel A |
| 2012 | Ice Adonis               | Ha Yoon-Jae    | tvN       |
| 2014 | The Noblesse             | Han Jung-Min   | JTBC      |
| 2014 | Two Mothers              | Lee Myung-Woon | KBS2      |
| 2014 | Stormy Woman             | Park Hyun-Woo  | MBC       |
| 2016 | Good Person              | Suk Ji-Wan     | MBC       |
| 2019 | Graceful Family          | Joo Tae-hyeong | MBN       |
| 2021 | Love Scene Number        | Han Myung-hoon | MBC       |
| 2021 | The Road: Tragedy of One | Jo Sang-mu     | tvN       |
| 2022 | Rookie Cops              | Kang Nam-gi    | Disney+   |
| 2022 | Again My Life            | Doctor K       | SBS TV    |